# Tempesta de pols

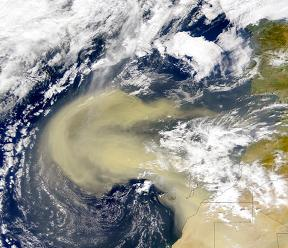
Imatge presa des del satèl·lit d'una temepesta de sorra sahariana sobre l'oceà Atlàntic (2000).

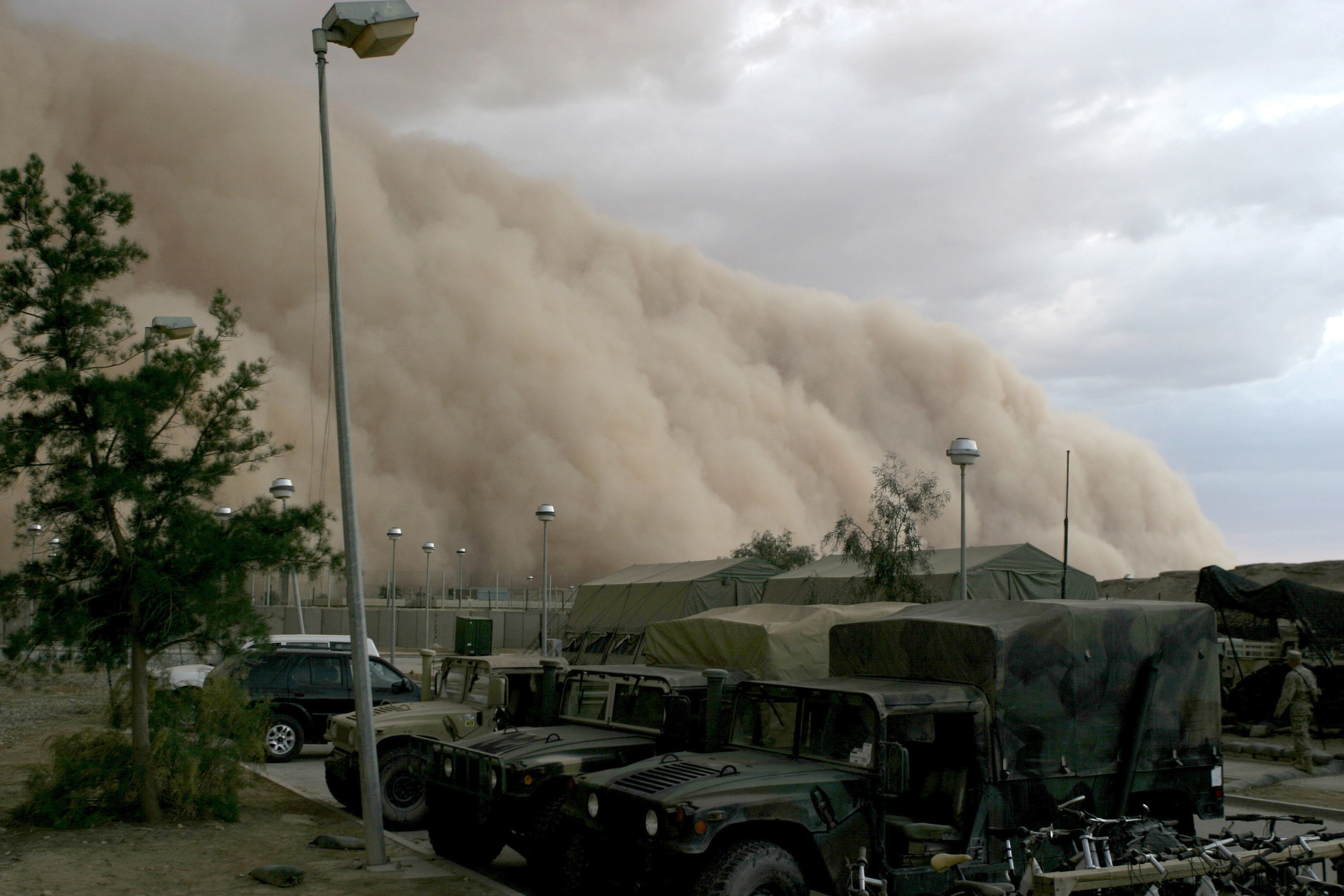
Tempesta de sorra a Al Asad, a l'Iraq.

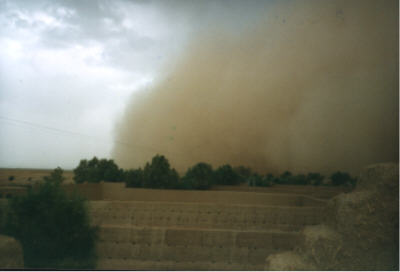
Camps de cultiu

Una tempesta de pols o tempesta de sorra és un fenomen meteorològic comú a les zones àrides i semiàrides. Les tempestes de pols es generen quan un vent molt fort i persistent aixeca del sòl pols i sorra, que són desplaçats en grans distàncies. La sorra i la pols formen un núvol compacte que es mou a gran velocitat, reduint molt la visibilitat. Estrictament per parlar de tempesta de pols, la visibilitat ha de ser inferior al quilòmetre. Si bé és cert que els vents forts poden aixecar pols i sorra del sòl i escampar-los arreu, en determinades ocasions un conjunt de factors genera l'aixecament de veritables parets de pols i sorra de fins a tres mil metres d'altitud que es desplacen a una gran velocitat arrossegant tones de terra i de pols.
Una gestió deficient de les zones seques de la Terra, que no considera de manera apropiada el sistema de guaret, està augmentant les dimensions i freqüència de les tempestes de pols als marges dels deserts i canviant el clima local i global del planeta, a més d'impactar a les economies locals.
Les tempestes de pols severes poden reduir la visibilitat a zero, impossibilitant la realització de viatges, i emportar-se volant la capa superior del sòl, dipositant-la en altres llocs. La sequera i, per descomptat, el vent contribueixen a l'aparició de tempestes de pols, que empobreixen l'agricultura i la ramaderia. La pols recollida a les tempestes es pot traslladar milers de quilòmetres: les tempestes de sorra del Sàhara influeixen en el creixement del plàncton a l'oest de l'oceà Atlàntic i, segons alguns científics, són una font important de minerals escassos per a les plantes de la pluvisilva amazònica. Les tempestes de pols poden observar-se sovint en fotografies fetes des de satèl·lits. Quan la pols en suspensió és arrossegada per forts corrents d'aire cap a altres llocs i plou, es diu que plou fang, perquè tot s'omple de gotes de fang que s'assequen, i acaben embrutant-ho tot.

## Causes
A mesura que la força de la pols que passa per sobre de les partícules soltes augmenta, les partícules de sorra comencen primer a vibrar i després a moure's per la superfície en un procés anomenat saltació. En copejar repetidament el terra, s'afluixen i desprenen partícules de pols més petites que comencen a viatjar en suspensió. A velocitats del vent superiors a les que provoquen la suspensió de les més petites, hi haurà una població de grans de pols que es desplaçarà per una sèrie de mecanismes: suspensió, saltació i reptació.
Un estudi del 2008 conclou que la saltació inicial de les partícules de sorra indueix un camp elèctric estàtic per fricció. La sorra salada adquireix una càrrega negativa en relació amb el terra que, al seu torn, afluixa més partícules de sorra que comencen a salar. Hem descobert que aquest procés duplica el nombre de partícules previst per les teories anteriors.
Les partícules es deixen anar principalment a causa d'una sequera perllongada o de condicions d'aridesa, i de les altes velocitats del vent. Els fronts de ràfegues poden ser produïts per la sortida d'aire refredat per la pluja d'una tempesta elèctrica intensa. O bé, les ràfegues de vent poden ser produïdes per un front fred sec: és a dir, un front fred que es desplaça cap a una massa d'aire sec i que no produeix precipitació-el tipus de tempesta de pols que va ser comú durant els anys del Dust Bowl als EUA Després del pas d'un front fred sec, la inestabilitat convectiva resultant de l'aire més fred que cavalca sobre el terra escalfat pot mantenir la tempesta de pols iniciada al front.
Dues són les causes principals: la sequedat del sòl i el pas d'un front fred. En algunes zones àrides com ara: al desert del Sàhara de l'Àfrica septentrional, a les Grans Planes de Nord-amèrica, a Aràbia, al desert del Gobi de Mongòlia, el desert de Taklamakan del nord-oest de la Xina les tempestes de pols i sorra són més comuns, ja que el pas d'un front fred per aquestes regions genera un ascens de l'aire a la part davantera del front, aixecant una cortina de pols i sorra i formant un mur consolidat que, a mesura que el sistema frontal avança, es va desplaçant. L'extensió vertical de la sorra o la pols que es genera està àmpliament determinada per l'estabilitat de l'atmosfera per sobre del sòl, així com pel pes de les partícules.
Una altra causa de les tempestes de pols és l'agricultura de secà, ja que els agricultors de terres seques depenen de les pluges per regar els seus cultius i s'involucren en pràctiques per mantenir la humitat en el sòl. Aquestes pràctiques inclouen deixar un camp en guaret, després de la collita, cobrint-lo amb terra seca, en un intent per segellar al subjacent per tal de permetre l'acumulació d'aigua. Aquestes pràctiques fan que l'agricultura de terres seques siguin susceptibles a les tempestes de pols. Aquests mètodes són utilitzats pels agricultors a l'est de Washington, una regió àrida.

## Supervivència
Les tempestes de sorra poden ser mortals. La principal recomanació és trobar ràpidament un lloc on protegir-se. Altres recomanacions són;
- Cobrir correctament i completament el cos, especialment les parts més sensibles.
- Protegir el nas i la boca, per evitar aspirar la pols i la sorra.
- Protegir els ulls, preferiblement amb unes ulleres.
- No avançar ni intentar caminar durant la tempesta de sorra.

## Efectes físics i ambientals

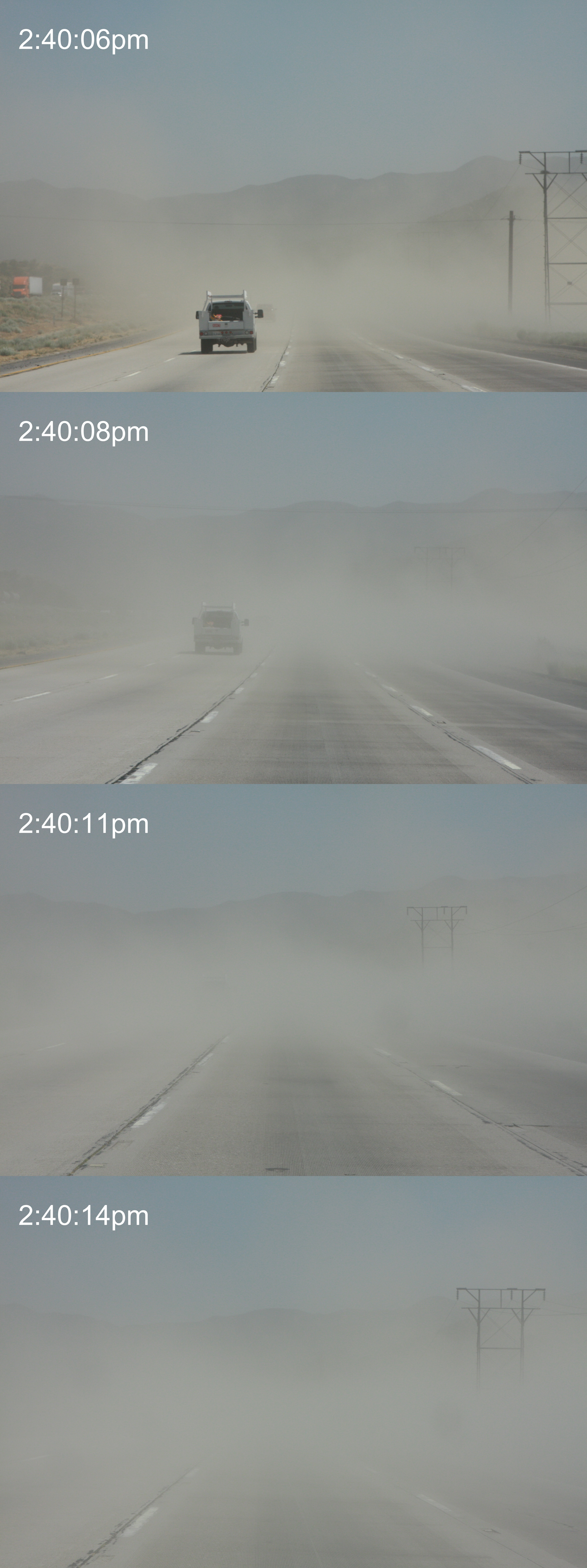
Tempesta de pols en 8 segons

Els efectes d'aquestes tempestes són diversos. La presència en suspensió en l'aire d'una gran quantitat de partícules extraordinàriament fines s'infiltra per tots els racons.
Les tempestes de pols severes poden reduir la visibilitat a zero, impossibilitant la realització de viatges. L'exposició prolongada i sense protecció aquestes tempestes pot causar problemes respiratoris i oculars (ulls secs). Però un dels danys més importants és l'escombrada del mantell fèrtil de les terres de conreu de determinades àrees, que elimina la matèria orgànica i les partícules més lleugeres riques en nutrients, el que redueix la productivitat agrícola. També l'efecte abrasiu de les tempestes danya les plantes joves de cultiu.
La pols també pot tenir efectes beneficiosos un d'ells és la influència en el creixement del plàncton, a l'oest de l'Oceà Atlàntic a causa de les tempestes de sorra provinents del Desert del Sàhara. A més, segons alguns científics, són una font important de minerals escassos per a les plantes de la selva plujosa de l'amazones. Un altre lloc on la pols té efectes beneficiosos és al nord de la Xina, així com el mig oest els EUA, on els antics dipòsits de pols són sòls molt fèrtils.
A Europa, el vent de xaloc, que bufa des del desert del Sàhara, sol portar pols, tot i que rarament causa veritables tempestes de pols a aquesta banda del Mediterrani.
Les tempestes de pols saharianes s'han multiplicat aproximadament per 10 durant el mig segle transcorregut des de la dècada de 1950, provocant la pèrdua de sòl superficial a Níger, Chad, el nord de Nigèria i Burkina Faso. A Mauritània només hi havia dues tempestes de pols a l'any a principis de la dècada de 1960; actualment se'n produeixen unes 80 a l'any, segons Andrew Goudie, professor de geografia de la Universitat d'Oxford. Els nivells de pols sahariana procedents de la costa oriental d'Àfrica el juny del 2007 van ser cinc vegades superiors als observats el juny del 2006, i van ser els més alts observats des d'almenys 1999, cosa que pot haver refredat les aigües de l'Atlàntic prou com per reduir lleugerament l'activitat dels huracans a finals del 2007.

Sydney presa per la pols durant la tempesta de pols australiana del 2009.

També s'ha demostrat que les tempestes de pols augmenten la propagació de malalties a tot el món. Les espores del virus que es troben a terra són arrossegades a l'atmosfera per les tempestes amb les partícules diminutes i interactuen amb la contaminació de l'aire urbà.

### Impacte econòmic
Les tempestes de pols provoquen la pèrdua de sòl de les zones àrides i, el que és pitjor, eliminen preferentment la matèria orgànica i les partícules més lleugeres riques en nutrients, cosa que redueix la productivitat agrícola. A més, l'efecte abrasiu de la tempesta fa malbé les plantes joves dels cultius. Les tempestes de pols també redueixen la visibilitat, cosa que afecta els avions i el transport per carretera.
La pols també pot tenir efectes beneficiosos allà on es diposita: Les selves tropicals d'Amèrica Central i del Sud obtenen la major part dels nutrients minerals del Sàhara; les regions oceàniques pobres en ferro obtenen ferro; i la pols a Hawaii augmenta el creixement del plàtan. Al nord de la Xina, així com al mig oest dels EUA, els antics dipòsits de tempestes de pols coneguts com a loess són sòls molt fèrtils, però també són una font important de tempestes de pols contemporànies quan es pertorba la vegetació que assegura el terra.

## Tempestes de pols històriques
- Els anys 30 del segle XX als Estats Units, als estats centrals, hi va haver un període de tempestes de pols intensius i repetits durant un període d'uns 6 anys, i en alguns llocs van continuar apareixent fins a la fi de la dècada, causant misèria en combinació amb la Gran Depressió. Els estats afectats es van descriure com a formant part del "Dust Bowl" ("Conca de Pols").
- 1934: tempesta del 9 a l'11 maig de 1934, que va començar a les planes de l'extrem nord-occidental i va seguir cap a l'est sobre la zona nord dels Estats Units i parts del Canadà i era notable per a l'eliminació de la gran majoria del sòl.
- 1935: Una altra tempesta de pols important va tenir lloc el 14 d'abril, que va arribar a ser conegut com a Diumenge Negre.
- 1954-1991: Les sequeres de diversos anys en parts d'Amèrica del Nord es destaca per les tempestes de pols de gran intensitat.
- 1971: Una tempesta de pols que es va produir a prop de Tucson, Arizona el 16 de juliol es va documentar extensament pels meteoròlegs.
- 1983: tempesta de pols Melbourne: A la tarda del 8 de febrer una gran tempesta de pols originàries de la Mallee regió de Victòria, Austràlia cobria la ciutat de Melbourne.
- 1997: 2 de maig, una tempesta de sorra a Líbia i Egipte va matar a 12 persones
- 2007: A la tarda del dissabte 24 de febrer, una gran tempesta de pols procedent de l'oest de Texas cobria gran part del nord de Texas. Els forts vents van causar extens danys a les propietats. L'aeroport DFW es va veure greument afectada, causant grans retards de vols. Els residents de l'àrea van patir problemes respiratoris i reaccions al·lèrgiques. Aquest esdeveniment també va estar marcat per humitats relatives per sota d'1 per cent.
- 2007: El juny, una gran tempesta de pols generada pel cicló Yemyin va colpejar Karachi, Pakistan i zones del Sindh i Balutxistan més baix, seguit per una sèrie de fortes precipitacions.
- 2009: L'11 de febrer, una tempesta de sorra al Regne de Bahrain a Sakhir va detenir la Fórmula 1.
- 2009: L'11 de març, una gran tempesta de pols va embolcallar Riad al Regne de l'Aràbia Saudita, provocant embussos de trànsit i tots els vols van ser cancel·lats.
- 2009: tempesta de pols australià: El 23 de setembre, una tempesta de pols que es va iniciar al sud d'Austràlia s'estenia cap al nord fins al sud de Queensland.
- 2010: una tempesta de sorra que es va iniciar a Mongòlia va atacar Beijing el 20 de març, i va cobrir grans àrees de la Xina, en els dies següents.
- 2011: Una tempesta de pols es va estendre per gran part del sud del desert del sud-oest dels EUA Estat d'Arizona el dimarts, 5 de juliol, 2011. La tempesta de sorra es va desencadenar a partir de tempestes al sud de la Phoenix àrea metropolitana. L'esdeveniment va ser capturat i filmat pels mitjans de comunicació locals i va ser vist en viu en els canals nacionals de televisió com The Weather Channel
- 2011: El 25 de març de 2011, aproximadament a les 5:30 AM (GMT +3) una tempesta de pols es va estendre per Kuwait assolint una visibilitat mínima en pocs minuts. El que al principi semblava ser el fum d'un edifici en flames, de fet, una tempesta de sorra.
- 2012: El 25 de febrer una tempesta de pols extrema atacat Riyadh al Regne de l'Aràbia Saudita, on es va tornar completament fosc ales 4:00 PM hora local.
- 2012: el 19 de març, una tempesta de pols extrema atacar les ciutats més importants del Pakistan com Karachi i algunes parts de l'Orient Mitjà.
- 2012: El 27 de juliol de 2012, una tempesta de pols extrema cobreix Phoenix, Arizona
- 2012: El 6 de setembre de 2012, una tempesta de pols extrema cobert Phoenix, Arizona

## En altres planetes

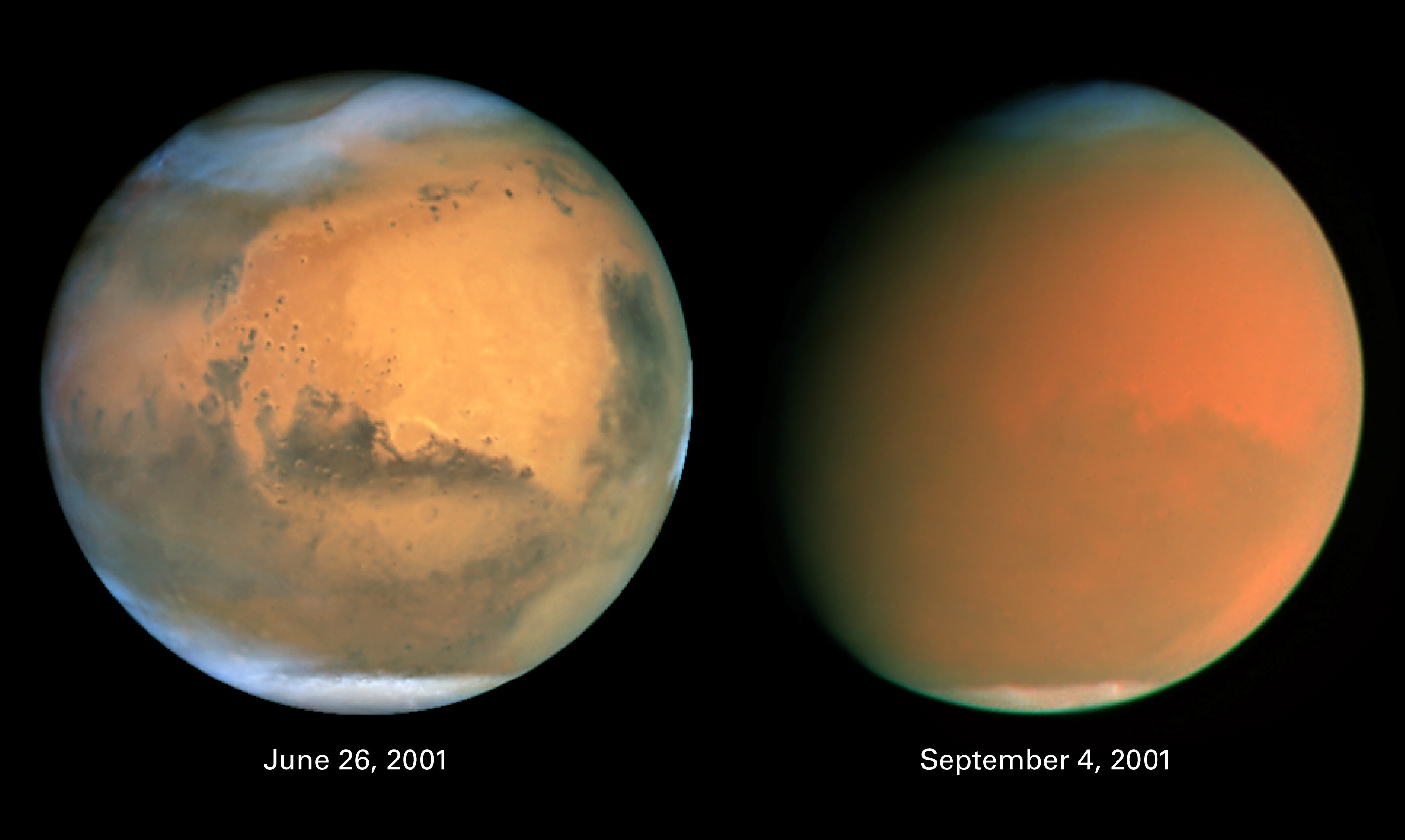
Tempesta de pols a gran escala a Mart (2001).

Es coneixen tempestes de pols a gran escala al planeta Mart. Les tempestes en aquest planeta duren més i cobreixen àries més grans de la Terra: algunes d'aquestes tempestes cobreixen el planeta completament durant centenars de dies alterant l'equilibri tèrmic del planeta.
En algunes d'aquestes tempestes, s'han observat vents huracanats de fins a 180 km/h. I és possible que a les regions polars, on hi ha grans variacions de la pressió atmosfèrica, els vents assoleixin els 300 km/h. Com que l'aire marcià és ple de partícules de pols i de sorra d'una mida entre 0.1 i 5 mm, es pot assegurar que les roques marcianes estan sotmeses a un intens procés d'abrasió.